# لوکاس الوارز
لوکاس الوارز (انگلیسی: Lucas Álvarez؛ زادهٔ ۹ مارس ۱۹۹۴) بازیکن فوتبال اهل آرژانتین است.